# Tarambana
Tarambana es una localidad y pedanía española perteneciente al municipio de El Ejido, en la provincia de Almería, comunidad autónoma de Andalucía, incluida por tanto en la comarca del Poniente Almeriense. Esta pedanía se encuentra muy próxima a la autovía del Mediterráneo y a unos cinco kilómetros de la cabecera municipal, siendo sus coordenadas geográficas 36º 45' 58" N y 2º 51' 36" O. Tiene 955 habitantes (INE, año 2022).

## Toponimia
Existe la teoría de que el nombre de Tarambana sea un antropónimo, al ser un término aplicado a una persona de poco juicio, de acuerdo con María Moliner. Sería por tanto derivado del propietario de la posada que precedió al poblado, la Venta del Tarambana.

## Demografía
Datos de población de los últimos años, según el INE español:
| Gráfica de evolución demográfica de Tarambana entre 2000 y 2022 |
|                                                                 |
| Datos según el nomenclátor publicado por el INE.                |